# Postulats de la relativitat especial

Subdivisió de l'espai-temps de Minkowski respecte a un punt en quatre conjunts disjunts. El con de llum, el futur causal, el passat causal i altres llocs. La terminologia es defineix en aquest article.

Albert Einstein va derivar la teoria de la relativitat especial el 1905, a partir de principis que ara s'anomenen postulats de la relativitat especial. Es diu que la formulació d'Einstein  per només requerir dos postulats, tot i que la seva derivació implica algunes suposicions més.
La idea que la relativitat especial depenia només de dos postulats, tots dos dels quals semblaven derivar-se de la teoria i l'experiment de l'època, va ser un dels arguments més convincents a favor de la correcció de la teoria (Einstein 1912: " Aquesta teoria és correcta en la mesura que els dos principis en què es basa són correctes. Com que aquests semblen ser correctes en gran manera,... ")

## Postulats de la relativitat especial
1. Primer postulat (principi de relativitat)
Les lleis de la física prenen la mateixa forma en tots els sistemes de referència inercials.
2. Segon postulat (invariància de c)
Tal com es mesura en qualsevol marc de referència inercial, la llum sempre es propaga en l'espai buit amb una velocitat definida c que és independent de l'estat de moviment del cos emissor. O bé: la velocitat de la llum en l'espai buit té el mateix valor c en tots els sistemes de referència inercials.
La base de dos postulats per a la relativitat especial és la que històricament va utilitzar Einstein, i de vegades és el punt de partida avui dia. Com el mateix Einstein va reconèixer més tard, la derivació de la transformació de Lorentz utilitza tàcitament algunes suposicions addicionals, com ara l'homogeneïtat espacial, la isotropia i la manca de memòria. Hermann Minkowski també va utilitzar implícitament tots dos postulats quan va introduir la formulació de l'espai de Minkowski, tot i que va demostrar que c es pot veure com una constant espai-temps, i la identificació amb la velocitat de la llum deriva de l'òptica.

## Derivacions alternatives de la relativitat especial
Històricament, Hendrik Lorentz i Henri Poincaré (1892–1905) van derivar la transformació de Lorentz de les equacions de Maxwell, que servien per explicar el resultat negatiu de totes les mesures de deriva de l'èter. D'aquesta manera, l'èter luminífer esdevé indetectable, d'acord amb el que Poincaré anomenava el principi de la relativitat (vegeu Història de les transformacions de Lorentz i Teoria de l'èter de Lorentz). Un exemple més modern de derivació de la transformació de Lorentz a partir de l'electrodinàmica (sense utilitzar en absolut el concepte històric d'èter) el va donar Richard Feynman.
George Francis FitzGerald ja va fer un argument similar al d'Einstein el 1889, en resposta a l'experiment de Michelson-Morley que semblava demostrar que ambdós postulats eren certs. Va escriure que una contracció de longitud és "gairebé l'única hipòtesi que pot reconciliar" les aparents contradiccions. Lorentz va arribar independentment a conclusions similars, i més tard va escriure que "la principal diferència és que Einstein simplement postula el que hem deduït".
Després d'aquestes derivacions, s'han proposat moltes derivacions alternatives, basades en diversos conjunts de supòsits. Sovint s'ha argumentat (com ara Vladimir Ignatowski el 1910, o Philipp Frank i Hermann Rothe el 1911, i molts altres en anys posteriors) que una fórmula equivalent a la transformació de Lorentz, fins a un paràmetre lliure no negatiu, es desprèn només del postulat de la relativitat, sense postular primer la velocitat universal de la llum. Aquestes formulacions es basen en les diverses suposicions esmentades anteriorment, com ara la isotropia. El valor numèric del paràmetre en aquestes transformacions es pot determinar experimentalment, de la mateixa manera que els valors numèrics del parell de paràmetres c i la permitivitat del buit es deixen determinar experimentalment fins i tot quan s'utilitzen els postulats originals d'Einstein. L'experiment descarta la validesa de les transformacions galileanes. Quan s'han trobat els valors numèrics tant en l'enfocament d'Einstein com en altres enfocaments, aquests diferents enfocaments donen lloc a la mateixa teoria.

## Insuficiència dels dos postulats estàndard
La derivació d'Einstein de 1905 no és completa. Es produeix una ruptura en la lògica d'Einstein quan, després d'haver establert " la llei de la constància de la velocitat de la llum " per a l'espai buit, invoca la llei en situacions on l'espai ja no és buit. Perquè la derivació s'apliqui a objectes físics cal un postulat addicional o "hipòtesi pont", que la geometria derivada per a l'espai buit també s'aplica quan un espai està poblat. Això equivaldria a afirmar que sabem que la introducció de matèria en una regió, i el seu moviment relatiu, no tenen cap efecte sobre la geometria del feix de llum.
Una afirmació així seria problemàtica, ja que Einstein rebutjava la idea que un procés com la propagació de la llum pogués ser immune a altres factors (1914: "No hi ha cap dubte que aquest principi té una importància de gran abast; i, tanmateix, no puc creure en la seva validesa exacta. Em sembla increïble que el curs de qualsevol procés (per exemple, el de la propagació de la llum en el buit) es pugui concebre com a independent de tots els altres esdeveniments del món.")
Incloure aquest "pont" com a tercer postulat explícit també podria haver danyat la credibilitat de la teoria, ja que l'índex de refracció i l'efecte Fizeau haurien suggerit que la presència i el comportament de la matèria semblen influir en la propagació de la llum, contràriament a la teoria. Si aquesta hipòtesi pont s'hagués enunciat com un tercer postulat, es podria haver afirmat que el tercer postulat (i per tant la teoria) estaven falsats per l'evidència experimental.

## El sistema de 1905 com a "teoria nul·la"
Sense una "hipòtesi pont" com a tercer postulat, la derivació de 1905 està oberta a la crítica que les seves relacions derivades només es poden aplicar in vacuo, és a dir, en absència de matèria.
La controvertida suggerència que la teoria de 1905, derivada assumint l'espai buit, només podria aplicar-se a l'espai buit, apareix al llibre " Spacetime Physics " d'Edwin F. Taylor i John Archibald Wheeler (Quadre 3-1: " The Principle of Relativity Rests on Emptiness ").
Un suggeriment similar que la reducció de la geometria GR a l'espai-temps pla de SR sobre regions petites pot ser "no física" (perquè les regions planes puntuals no poden contenir matèria capaç d'actuar com a observadors físics) va ser reconegut però rebutjat per Einstein el 1914 (" Les equacions de la nova teoria de la relativitat es redueixen a les de la teoria original en el cas especial on la g μν es pot considerar constant... l'única objecció que es pot plantejar contra la teoria és que les equacions que hem establert podrien, potser, estar buides de qualsevol contingut físic. Però és probable que ningú pensi seriosament que aquesta objecció està justificada en el cas present").
Einstein va revisar el problema el 1919 ("De cap manera està establert a priori que una transició límit d'aquest tipus tingui cap significat possible. Perquè si els camps gravitatoris juguen un paper essencial en l'estructura de les partícules de la matèria, la transició al cas límit de g μν constant, per a ells, perdria la seva justificació, ja que, de fet, amb g μν constant no hi podria haver cap partícula de matèria.")
Un altre argument a favor de la no-fisicilitat es pot extreure de la solució d'Einstein al "problema dels forats" sota la relativitat general, en què Einstein rebutja la fisicitat de les relacions del sistema de coordenades en un espai veritablement buit.

## Models relativistes alternatius
La teoria especial d'Einstein no és l'única teoria que combina una forma de constància de la velocitat de la llum amb el principi de la relativitat. Una teoria semblant a la proposada per Heinrich Hertz (el 1890) permet que la llum sigui completament arrossegada per tots els objectes, donant una constància c local per a tots els observadors físics. La possibilitat lògica d'una teoria hertziana demostra que els dos postulats estàndard d'Einstein (sense la hipòtesi pont) no són suficients per permetre'ns arribar de manera única a la solució de la relativitat especial (tot i que la relativitat especial es podria considerar la solució més minimalista).
Einstein va estar d'acord que la teoria de Hertz era lògicament coherent ("És sobre la base d'aquesta hipòtesi que Hertz va desenvolupar una electrodinàmica dels cossos en moviment que està lliure de contradiccions."), però la va descartar per la seva poca concordança amb el resultat de Fizeau, deixant la relativitat especial com a única opció restant. Atès que SR tampoc va poder reproduir el resultat de Fizeau sense introduir regles auxiliars addicionals (per abordar el comportament diferent de la llum en un medi particulat), potser aquesta no era una comparació justa.

## Formulació matemàtica dels postulats
En la rigorosa formulació matemàtica de la relativitat especial, suposem que l'univers existeix en un espai-temps tetradimensional M. Els punts individuals de l'espai-temps es coneixen com a esdeveniments; els objectes físics de l'espai-temps es descriuen mitjançant línies de món (si l'objecte és una partícula puntual) o fulles de món (si l'objecte és més gran que un punt). La línia d'univers o full d'univers només descriu el moviment de l'objecte; l'objecte també pot tenir diverses altres característiques físiques com ara energia-moment, massa, càrrega, etc.
A més dels esdeveniments i els objectes físics, hi ha una classe de marcs de referència inercials. Cada marc de referència inercial proporciona un sistema de coordenades {\displaystyle (x_{1},x_{2},x_{3},t)} per a esdeveniments en l'espai-temps M. A més, aquest marc de referència també proporciona coordenades a totes les altres característiques físiques dels objectes en l'espai-temps; per exemple, proporcionarà coordenades {\displaystyle (p_{1},p_{2},p_{3},E)} per a la quantitat de moviment i l'energia d'un objecte, coordenades {\displaystyle (E_{1},E_{2},E_{3},B_{1},B_{2},B_{3})} per a un camp electromagnètic, i així successivament.
Suposem que donats dos sistemes de referència inercials qualssevol, existeix una transformació de coordenades que converteix les coordenades d'un sistema de referència a les coordenades d'un altre sistema de referència. Aquesta transformació no només proporciona una conversió per a coordenades espai-temps {\displaystyle (x_{1},x_{2},x_{3},t)}, però també proporcionarà una conversió per a totes les altres coordenades físiques, com ara una llei de conversió per a la quantitat de moviment i l'energia {\displaystyle (p_{1},p_{2},p_{3},E)}, etc. (A la pràctica, aquestes lleis de conversió es poden gestionar de manera eficient utilitzant les matemàtiques dels tensors.)
També suposem que l'univers obeeix diverses lleis físiques. Matemàticament, cada llei física es pot expressar respecte a les coordenades donades per un marc de referència inercial mitjançant una equació matemàtica (per exemple, una equació diferencial) que relaciona les diverses coordenades dels diversos objectes en l'espai-temps. Un exemple típic són les equacions de Maxwell. Una altra és la primera llei de Newton.
1. Primer postulat (principi de relativitat)
Sota transicions entre sistemes de referència inercials, les equacions de totes les lleis fonamentals de la física romanen invariants en la forma, mentre que totes les constants numèriques que entren en aquestes equacions conserven els seus valors. Per tant, si una llei física fonamental s'expressa amb una equació matemàtica en un sistema de referència inercial, s'ha d'expressar mitjançant una equació idèntica en qualsevol altre sistema de referència inercial, sempre que tots dos sistemes de referència estiguin parametritzats amb gràfics del mateix tipus. (L'advertència sobre els gràfics es relaxa si fem servir connexions per escriure la llei en forma covariant.)
2. Segon postulat (invariància de c )
Existeix una constant absoluta {\displaystyle 0<c<\infty } amb la següent propietat. Si A i B són dos esdeveniments que tenen coordenades {\displaystyle (x_{1},x_{2},x_{3},t)} i {\displaystyle (y_{1},y_{2},y_{3},s)} en un marc inercial {\displaystyle F}, i tenen coordenades {\displaystyle (x'_{1},x'_{2},x'_{3},t')} i {\displaystyle (y'_{1},y'_{2},y'_{3},s')} en un altre sistema inercial {\displaystyle F'}, aleshores
{\displaystyle {\sqrt {(x_{1}-y_{1})^{2}+(x_{2}-y_{2})^{2}+(x_{3}-y_{3})^{2}}}=c(s-t)\quad } si i només si {\displaystyle \quad {\sqrt {(x'_{1}-y'_{1})^{2}+(x'_{2}-y'_{2})^{2}+(x'_{3}-y'_{3})^{2}}}=c(s'-t')}.
Informalment, el Segon Postulat afirma que els objectes que viatgen a una velocitat c en un sistema de referència necessàriament viatjaran a una velocitat c en tots els sistemes de referència. Aquest postulat és un subconjunt dels postulats que fonamenten les equacions de Maxwell en la interpretació que se'ls dóna en el context de la relativitat especial. Tanmateix, les equacions de Maxwell es basen en diversos altres postulats, alguns dels quals ara se sap que són falsos (per exemple, les equacions de Maxwell no poden explicar els atributs quàntics de la radiació electromagnètica).
El segon postulat es pot utilitzar per implicar una versió més forta de si mateix, és a dir, que l'interval espai-temps és invariant sota canvis del marc de referència inercial. En la notació anterior, això significa que
{\displaystyle c^{2}(s-t)^{2}-(x_{1}-y_{1})^{2}-(x_{2}-y_{2})^{2}-(x_{3}-y_{3})^{2}}
{\displaystyle =c^{2}(s'-t')^{2}-(x'_{1}-y'_{1})^{2}-(x'_{2}-y'_{2})^{2}-(x'_{3}-y'_{3})^{2}}
per a dos esdeveniments A i B. Això, al seu torn, es pot utilitzar per deduir les lleis de transformació entre sistemes de referència; vegeu transformació de Lorentz.
Els postulats de la relativitat especial es poden expressar de manera molt succinta utilitzant el llenguatge matemàtic de les varietats pseudoriemannianes. El segon postulat és, doncs, una afirmació que l'espai-temps tetradimensional M és una varietat pseudoriemanniana equipada amb una mètrica g de signatura (1,3), que ve donada per la mètrica de Minkowski quan es mesura en cada marc de referència inercial. Aquesta mètrica es considera una de les quantitats físiques de la teoria; per tant, es transforma d'una determinada manera quan es canvia el marc de referència i es pot utilitzar legítimament per descriure les lleis de la física. El primer postulat és una afirmació que les lleis de la física són invariants quan es representen en qualsevol marc de referència per al qual g ve donat per la mètrica de Minkowski. Un avantatge d'aquesta formulació és que ara és fàcil comparar la relativitat especial amb la relativitat general, en què es compleixen els dos mateixos postulats però s'elimina la suposició que la mètrica ha de ser de Minkowski.
La teoria de la relativitat galileana és el cas límit de la relativitat especial en el límit {\displaystyle c\to \infty } (que de vegades s'anomena límit no relativista). En aquesta teoria, el primer postulat roman inalterat, però el segon postulat es modifica per:
Si A i B són dos esdeveniments que tenen coordenades {\displaystyle (x_{1},x_{2},x_{3},t)} i {\displaystyle (y_{1},y_{2},y_{3},s)} en un marc inercial {\displaystyle F}, i tenen coordenades {\displaystyle (x'_{1},x'_{2},x'_{3},t')} i {\displaystyle (y'_{1},y'_{2},y'_{3},s')} en un altre sistema inercial {\displaystyle F'}, aleshores {\displaystyle s-t=s'-t'}. A més, si {\displaystyle s-t=s'-t'=0}, aleshores
{\displaystyle \quad {\sqrt {(x_{1}-y_{1})^{2}+(x_{2}-y_{2})^{2}+(x_{3}-y_{3})^{2}}}}
{\displaystyle ={\sqrt {(x'_{1}-y'_{1})^{2}+(x'_{2}-y'_{2})^{2}+(x'_{3}-y'_{3})^{2}}}}.
La teoria física donada per la mecànica clàssica i la gravetat newtoniana és coherent amb la relativitat galileana, però no amb la relativitat especial. Per contra, les equacions de Maxwell no són consistents amb la relativitat galileana tret que es postuli l'existència d'un èter físic. En diversos casos, les lleis de la física en la relativitat especial (com ara l'equació {\displaystyle E=mc^{2}} ) es pot deduir combinant els postulats de la relativitat especial amb la hipòtesi que les lleis de la relativitat especial s'acosten a les lleis de la mecànica clàssica en el límit no relativista.